# Tmesisternus nigrotriangularis
Tmesisternus nigrotriangularis är en skalbaggsart som beskrevs av Heller 1914. Tmesisternus nigrotriangularis ingår i släktet Tmesisternus och familjen långhorningar. Inga underarter finns listade i Catalogue of Life.